# Mike Catt
Michael John “Mike” Catt (Port Elizabeth, 17 settembre 1971) è un ex rugbista a 15 e allenatore di rugby a 15 sudafricano, vincitore della Coppa del Mondo di rugby 2003 con la Nazionale inglese. È il rugbista più anziano ad avere disputato una finale di Coppa del Mondo (nell'edizione 2007). Dal 2016 al 2019 è allenatore dei tre quarti della Nazionale italiana.

## Biografia
Mike Catt è nato e cresciuto a Port Elizabeth, in Sudafrica, dove compì gli studi superiori fino al 1989. A livello rugbystico, giocò nella selezione della Provincia Orientale (oggi Provincia del Capo Orientale). Stante l'impossibilità di mettersi in evidenza a livello internazionale con il Sudafrica - a causa dell'embargo imposto al suo Paese di nascita per via del regime di apartheid ivi vigente - in ragione dell'origine di sua madre (inglese, di passaporto britannico), Catt fu ingaggiato come inglese nel 1992 nel Bath, squadra nella quale rimase per 12 stagioni, fino al 2004.
Rugbista capace di giocare nel ruolo di mediano d'apertura, centro o estremo, debuttò nel 1994 a livello internazionale con l'Inghilterra, in un match contro il Galles.
Divenne un punto fisso della Nazionale poco tempo dopo quando, durante una partita contro il Canada, entrò in sostituzione dell'infortunato Paul Hull come estremo ed ebbe un impatto sul gioco tale da farlo considerare un elemento imprescindibile per la manovra.
A riprova di ciò, a parte le sue 75 presenze in 13 anni di Nazionale, anche la presenza in quattro consecutive Coppe del Mondo di cui una, quella del 2003, vinta e l'altra, quella del 2007, che l'ha visto protagonista in finale, ancorché sconfitto, e il Grande Slam nel Cinque Nazioni 1995 nonché il contributo nella vittoria in altri 4 Cinque e Sei Nazioni tra il 1996 e il 2003.
La sua evoluzione di ruolo avvenne nel 2000, quando, ben imbeccato dai lanci di Jonny Wilkinson, Catt si scoprì anche prolifico realizzatore di mete.
Il 20 ottobre 2007, a 36 anni e 34 giorni di età, Mike Catt divenne il più anziano rugbista a disputare una finale di Coppa del Mondo: avvenne allo Stade de France, e l'avversario fu il Sudafrica che vinse l'incontro 15-6.
Una settimana dopo, Catt annunciò il suo ritiro dall'attività internazionale, per continuare quella di club nei London Irish, squadra nella quale gioca dal 2004 e con la quale, nel 2006, era stato votato come miglior giocatore stagionale della Guinness Premiership.
A fine stagione 2008-09 Catt ha meditato il ritiro, poi rientrato; è sceso tuttavia in campo con la maglia dei Barbarians, dei quali per l'occasione è stato anche allenatore, in un incontro proprio contro l'Inghilterra a Twickenham; alla fine della Premiership 2009-10 ha definitivamente chiuso l'attività.

## Palmarès
- Coppe del mondo: 1
Inghilterra: 2003.
- Premiership: 3
Bath: 1992-93; 1993-94; 1995-96
- Coppe Anglo-Gallesi: 3
Bath: 1993-94, 1994-95, 1995-96
- Heineken Cup: 1
Bath: 1997-98